# Kaunersteig
Der Kaunersteig ist ein Steig in den Berchtesgadener Alpen. Er führt von der zwischen dem Königssee und dem Obersee gelegenen Saletalm (610 m) zur Gotzenalm (1685 m) und ist neben dem Sagerecksteig der am häufigsten zum Aufstieg aus dem Talkessel des Obersees verwendete Weg.
Der eigentliche Steig (Markierung 492) beginnt direkt neben der Bootsanlegestelle Salet und verläuft 700 Meter nach Norden entlang des Königssees, bevor es nach Osten in rund 35 Serpentinen steil bergan geht. Die Route führt weiter zwischen Gotzenberg und Kleinem Regenbergl auf die Anhöhe mit der Regenalm. Von dort kann man auf dem Reitweg direkt weiter zur Gotzenalm wandern.
Ab Sommer 2019 war der Steig aufgrund eines Murgangs im Winter 2018/2019 gesperrt. Durch die Sanierungsarbeiten hat sich die Trasse im unteren Teil verändert und die Schwierigkeit von „rot“ auf „schwarz“ erhöht. Die Sperre ist inzwischen wieder aufgehoben.